# Osteopetrosi infantile maligna
L'osteopetrosi infantile maligna è una malattia rara a carattere congenito autosomico recessivo caratterizzato da un anormale aumento generalizzato della densità ossea dello scheletro, riscontrabile clinicamente tramite lo studio con radiografia.
Ciò avviene perché vi è una ridotta attività degli osteoclasti che si traduce in una osteosclerosi generalizzata dell'osso.
Poiché il tessuto osseo cresce di spessore, esso arriva a ostruire la cavità midollare dove è presente il midollo osseo. Ciò comporta ematopoiesi extramidollare, epatosplenomegalia, anemia, trombocitopenia e un malfunzionamento generale del sistema immunitario. Sono frequenti anche ritardi nella crescita e infezioni ricorrenti. La malattia ha carattere maligno perché i bambini affetti da questa patologia muoiono a seguito delle infezioni non combattute dal sistema immunitario. L'unica terapia possibile è il trapianto di midollo osseo, che ha successo nel circa 50% dei casi.